# Elly van Hulst
Elisa Maria van Hulst, detta Elly (Culemborg, 9 giugno 1959), è un'ex mezzofondista olandese.

## Biografia
In carriera vanta i suoi maggiori successi nelle competizioni indoor. Nel 1984 vinse l'argento agli Europei indoor nei 1500 m piani e successivamente centrò la partecipazione alla finale olimpica di Los Angeles nei 3000 m piani. Negli anni seguenti vinse l'oro nei 1500 m piani ai Giochi mondiali indoor 1985 e nei 3000 m piani ai Mondiali indoor 1989, stabilendo in questo caso anche il record mondiale, rimasto imbattuto fino al 2001 quando il primato fu migliorato dalla rumena Szabó.
Nei campionati europei indoor vanta tre ori (tutti nei 3000 m piani, nel 1988, 1989 e 1990) e due argenti (nei 1500 m piani nel 1984 e nei 3000 m piani nel 1987).
Ha vinto due edizioni della Corsa internazionale di San Silvestro, nel 1987 e nel 1989.

## Palmarès
| Anno | Manifestazione  | Sede         | Evento       | Risultato  | Prestazione | Note                          |
| ---- | --------------- | ------------ | ------------ | ---------- | ----------- | ----------------------------- |
| 1982 | Europei         | Atene        | 1500 m piani | 8ª         | 4'07"76     |                               |
| 1984 | Europei indoor  | Göteborg     | 1500 m piani | Argento    | 4'11"09     |                               |
| 1984 | Giochi olimpici | Los Angeles  | 800 m piani  | Semifinale | 2'03"25     |                               |
| 1984 | Giochi olimpici | Los Angeles  | 1500 m piani | 12ª        | 4'11"58     |                               |
| 1985 | Mondiali indoor | Parigi       | 1500 m piani | Oro        | 4'11"41     |                               |
| 1985 | Europei indoor  | Il Pireo     | 1500 m piani | 6ª         | 4'08"30     |                               |
| 1986 | Europei indoor  | Madrid       | 1500 m piani | 4ª         | 4'16"21     |                               |
| 1987 | Europei indoor  | Liévin       | 3000 m piani | Argento    | 8'51"40     |                               |
| 1987 | Mondiali indoor | Indianapolis | 3000 m piani | 8ª         | 8'57"46     |                               |
| 1987 | Mondiali        | Roma         | 1500 m piani | 8ª         | 4'03"63     | Miglior prestazione personale |
| 1987 | Mondiali        | Roma         | 3000 m piani | 6ª         | 8'42"56     |                               |
| 1988 | Europei indoor  | Budapest     | 3000 m piani | Oro        | 8'44"50     | Record dei campionati         |
| 1988 | Giochi olimpici | Seul         | 1500 m piani | Batteria   | 4'07"40     |                               |
| 1988 | Giochi olimpici | Seul         | 3000 m piani | 9ª         | 8'43"92     |                               |
| 1989 | Europei indoor  | L'Aia        | 3000 m piani | Oro        | 9'10"01     |                               |
| 1989 | Mondiali indoor | Budapest     | 3000 m piani | Oro        | 8'33"82     | Record mondiale               |
| 1990 | Europei indoor  | Glasgow      | 3000 m piani | Oro        | 8'57"28     |                               |
| 1992 | Europei indoor  | Genova       | 3000 m piani | 5ª         | 9'02"85     |                               |
| 1993 | Mondiali indoor | Toronto      | 3000 m piani | 6ª         | 9'08"33     |                               |

## Campionati nazionali
1996
- Bronzo ai campionati olandesi indoor, 1500 m piani - 4'25"29
- Argento ai campionati olandesi indoor, 3000 m piani - 9'28"85

## Altre competizioni internazionali
1987
- Oro alla BOclassic ( Bolzano) - 16'02"

1989
- Oro alla BOclassic ( Bolzano) - 16'11"